# Santa Monica (diaconia)
Santa Monica (in latino Diaconia Sanctae Monicae) è una diaconia istituita da papa Francesco il 30 settembre 2023. Il titolo insiste sulla cappella di Santa Monica di Roma.
Dal 6 febbraio 2025 la diaconia è vacante.

## Titolari
- Robert Francis Prevost, O.S.A. (30 settembre 2023 - 6 febbraio 2025 nominato cardinale vescovo di Albano, poi eletto papa col nome di Leone XIV)